# Pedicab Driver
Pour plus de détails, voir Fiche technique et Distribution.
Pedicab Driver (君龍戲鳳, Qun long xi feng) est un film hongkongais réalisé par Sammo Hung, sorti en 1989, qui joue le chef d'une équipe de chauffeur de vélo-taxi dans les années 1930 à Macao.
Les principaux acteurs sont Sammo Hung, Max Mok et Lowell Lo et Mang Hoi.

## Scénario
Lo Tung, Bonbon Sucré, Shan Cha et Pot de Riz travaillent tous les quatre comme chauffeurs de vélo-taxi à Macao. Dans la ville, un réseau de prostitution est dirigé tyranniquement par Maître Yu et ses hommes de main. Leurs vies restent plus ou moins paisibles mis à part une brouille continuelle avec la bande de Tan. Lo Tung tombe amoureux de Ping, une employée d'une boulangerie, tandis que Bonbon Sucré tombe amoureux de Hsiao Tsui, qui se révèle être une prostituée travaillant pour Yu. Les problèmes arrivent très vite lorsque cette dernière décide de se retirer du réseau sans le consentement de son patron.

## Fiche technique
- Titre : Pedicab Driver
- Titre original : 君龍戲鳳 (Qun long xi feng)
- Réalisation : Sammo Hung
- Scénario : Sammo Hung, Kin Lo et Barry Wong
- Photographie : Chi Ming Leung
- Montage : Peter Cheung et Chuen Tak Keung
- Musique : Lowell Lo
- Direction artistique : Chin Yiu-Hang
- Décors : But Yiu-Kwong
- Producteur : Chan Pui-Wah
- Société de production : Bojon Films Company Ltd.
- Pays d'origine : Hong Kong
- Langue : cantonais
- Genre : action, comédie, romance
- Durée : 95 minutes
- Date de sortie :

 Hong Kong : 24 février 1989

## Distribution
- Sammo Hung Kam-Bo : Lo Tung
- Max Mok : Mai Chien-tang alias "Bonbon Sucré"
- Lowell Lo : Shan Cha
- Mang Hoi : Pot de Riz
- Lam Ching-Ying : Sheng
- Fennie Yuen : Hsiao Tsui
- Nina Li Chi : Ping
- Sun Yueh : Fang
- John Sham : Maître Yu
- Liu Chia-liang : le patron de la maison de jeu
- Alfred Cheung : le propriétaire de la joaillerie
- Maria Cordero : la tante de Lo Tung
- Billy Chow : bras droit de maître Yu
- Fung Ging Man : Oncle Te
- Billy Lau : Tan
- Chan Lung : un coolie
- Corey Yuen : un coolie
- Dick Wei : Wei
- Chung Fat : homme de main de maître Yu
- Eddie Maher : homme de main de maître Yu
- Eric Tsang : l'homme au couperet au début du film

## Réception
Le film a atteint la somme de 14 784 774 HKD au box office